# Josip Badalić
Josip Badalić (Deanovec, 1888. június 7.  – Zágráb, 1985. augusztus 11.) horvát irodalomtörténész, szlávista.

## Élete
Az Ivanić-Grad melletti Deanovec faluban született 1888. június 7-én. Apja Mijo Badalić, anyja Mara Mestrović volt. Elemi iskolába Križbe (1896–1901), középiskolába Zágrábba (1901–1905), Pozsegába (1905–1907), majd újra Zágrábba (1907–1909) járt. Klasszika filológiát és szlavisztikát tanult Zágrábban (1909–1911) és Berlinben (1911–1912).  Az első világháború alatt orosz hadifogságba esett. Oroszországban gimnáziumi tanárként Zemljanskán (1915–1918) dolgozott. Hadifogsága után 1919-ben Zágrábban doktorált  a „Temperamenat i karakter kao književno-etičke kategorije” (Temperamentum és karakter, mint irodalmi-etikai kategóriák) című disszertációjával.  1920-ban Párizsban szlavisztikát tanult. Közben könyvtárosként dolgozott a zágrábi egyetemi könyvtárban (1919–1945), emellett a Zágrábi Horvát Nemzeti Színház dramaturgja (1940–1941) volt. A háború kezdetén két hónapig a jasenovaci és az ógradiskai koncentrációs táborban raboskodott. 1945-ben a zágrábi filozófiai karon megalapította az Orosz Irodalom Tanszéket, ahol 1959-es nyugdíjazásáig tanított.
Később vendégprofesszor volt külföldi egyetemeken: Frankfurt am Main (1960–1962), Uppsala, Stockholm (1964), Bloomington (1965), Marburg (1965–1966), Hamburg,  Münster, Heidelberg (1966), Giessen (1966). 1966), Moszkva (1975). A Horvát Írószövetség titkára (1919–1921), a Horvát Könyvtárosok Társaságának elnöke (1934–1936), a Matica hrvatska alelnöke (1945–1947), a Jugoszláv Tudományos és Művészeti Akadémia (JAZU) levelező és rendes tagja (1948–1955), a Szlávisták Nemzetközi Társaságának alelnöke (1958–1968) volt. 1919-től 1979-ig számos népszerű és tudományos előadást tartott nemzeti egyetemeken és jugoszláviai karokon, valamint tudományos üléseken. A Szerbiai Szlovák Köztársaság Szláv Társaságának tiszteletbeli tagja (1979). Badalić művészi portréit Jan Kojan cseh festő és Jerolim Miše készítette.